# Wertanes
Wertanes (ur. ok. 275 w Cezarei Kapadockiej, zm. 341) – katolikos Armenii od 328.
Syn Grzegorza Oświeciciela. Pomagał ojcu w chrystianizacji Ormian, a po jego śmierci został katolikosem. Miał synów Grzegorza i Husika (Jusika). Wspomnienie Wertanesa obchodzono w piątą niedzielę po Zesłaniu Ducha Świętego.